# New Hope (Alabama)
New Hope è un comune degli Stati Uniti d'America situato nella contea di Madison dello Stato dell'Alabama.